# 余笹川
余笹川（よささがわ）は、栃木県の主に那須郡那須町を流れる那珂川水系那珂川支流の一級河川である。

## 地理
栃木県那須郡那須町大字湯本の朝日岳に源を発し、那須高原を南東に流れ大田原市と那須町の境界で那珂川に合流する。流域面積は343.5m2、幹線流路延長は37.2kmである。
余笹川流域は余笹川と黒川に分けられ、さらに黒川流域は黒川と三蔵川に分けられる。流域には那須温泉郷、那須どうぶつ王国、数多くのキャンプ場、日帰り入浴施設大沢温泉、別荘地などがある。

## 平成10年8月末豪雨
1998年8月下旬には、台風4号に刺激された前線の影響により、余笹川上流の那須観測所では、時間最大雨量90mm/hr（27日1：00～2：00）、1日最大雨量640mm/日、連続雨量（約5日）1,254mmという記録的な豪雨となった。この豪雨で死者5名、行方不明2名、浸水家屋2,841棟、東北自動車道及び国道4号の橋梁被害などが生じた。水害後、復旧工事が行われ黒田原周辺は大規模な親水公園などが整備されている。

## 河川施設
- 千振ダム（黒川支流）
- 矢の目ダム（黒川支流板敷川）
- 黒森ダム（黒川支流大沢川）

## 支流
- 黒川
  - 奈良川